# Balmaseda (Gerichtsbezirk)
Der Gerichtsbezirk Balmaseda ist einer der sechs Gerichtsbezirke in der Provinz Bizkaia.
Der Bezirk umfasst 10 Gemeinden auf einer Fläche von 429,10 km² mit dem Hauptquartier in Balmaseda.

## Gemeinden
| Gemeinde                           | Einwohner (2024) | Fläche km² | Dichte Einw./km² | Cod INE | Postleitzahl        |
| ---------------------------------- | ---------------- | ---------- | ---------------- | ------- | ------------------- |
| Artzentales                        | 736              | 36,74      | 20               | 48008   | 48879               |
| Balmaseda                          | 7.633            | 22,32      | 342              | 48090   | 48800               |
| Galdames                           | 821              | 44,35      | 19               | 48037   | 48191               |
| Gordexola                          | 1.711            | 40,97      | 42               | 48042   | 48192               |
| Güeñes                             | 6.771            | 41,16      | 165              | 48045   | 48840               |
| Lanestosa                          | 246              | 1,25       | 197              | 48051   | 48895               |
| Karrantza Harana/Valle de Carranza | 2.711            | 137,66     | 20               | 48022   | 48890, 48891        |
| Sopuerta                           | 2.765            | 42,83      | 65               | 48086   | 48190               |
| Trucios-Turtzioz                   | 515              | 30,99      | 17               | 48087   | 48880               |
| Zalla                              | 8.316            | 30,83      | 270              | 48096   | 48850, 48860, 48869 |
| Gerichtsbezirk Balmaseda           | 32.225           | 429,10     | 75               | –       | –                   |